# Nagrada hrvatskog glumišta za izuzetno ostvarenje mladih umjetnika do 30 godina – opera
Popis dobitnika Nagrade hrvatskog glumišta u kategoriji izuzetnog ostvarenja mladih umjetnika do 30 godina - opera. Nagrada se dodjeljuje svake dvije godine.
1995./1996. Željka Martić

1998./1999. Milka Hribar

2000./2001. Berislav Puškarić

2001./2002. Martina Tomčić

2002./2003. Tomislav Mužek

2004./2005. Ante Jerkunica

2006./2007. Marija Kuhar-Šoša

2008./2009. Domagoj Dorotić

2010./2011. Lana Kos

2012./2013. Nikolina Pinko

2014./2015. Leon Košavić

2016./2017. Matija Mejić

2018./2019. Ivan Šimatović

2020./2021. Josipa Bilić

2021./2022. Darija Auguštan

2023./2024. Franko Klisović